# David Ruffin
David Eli Ruffin (født Davis Eli Ruffin, 18. januar 1941, død 1. juni 1991) var en amerikansk soul-sanger og musiker, der mest var kendt som én af forsangerne i The Temptations (1964–68) i det, der senere blev kendt som gruppens "Classic Five"-periode. Han sang for i kendte sange som "My Girl" and "Ain't Too Proud to Beg".
Ruffin, der var kendt for sin ru og smertefulde tenorstemme, blev udnævnt til én af alle tiders 100 største sangere af Rolling Stone-bladet i 2008. Han blev optaget i Rock and Roll Hall of Fame i 1989 for sit arbejde med The Temptations.